# Vêpres siciliennes
Cet article concerne l'événement historique. Pour l'opéra, voir Les Vêpres siciliennes.
Pour les articles homonymes, voir Vêpres (homonymie).
Les « Vêpres siciliennes » sont un soulèvement et une révolte populaires de l'île de Sicile contre la domination féodale de Charles d'Anjou.
Parti de Palerme et Corleone, le 30 ou 31 mars 1282, le massacre des Français qui administrent l'île s'étend à toute la Sicile qui se libère de la tutelle angevine en reconnaissant le roi Pierre III d'Aragon roi de Sicile. L'événement est donc à la fois un moment clef de l'histoire nationale sicilienne et un tournant géopolitique.

## Contexte

L'empire de Charles d'Anjou à la veille des Vêpres siciliennes.

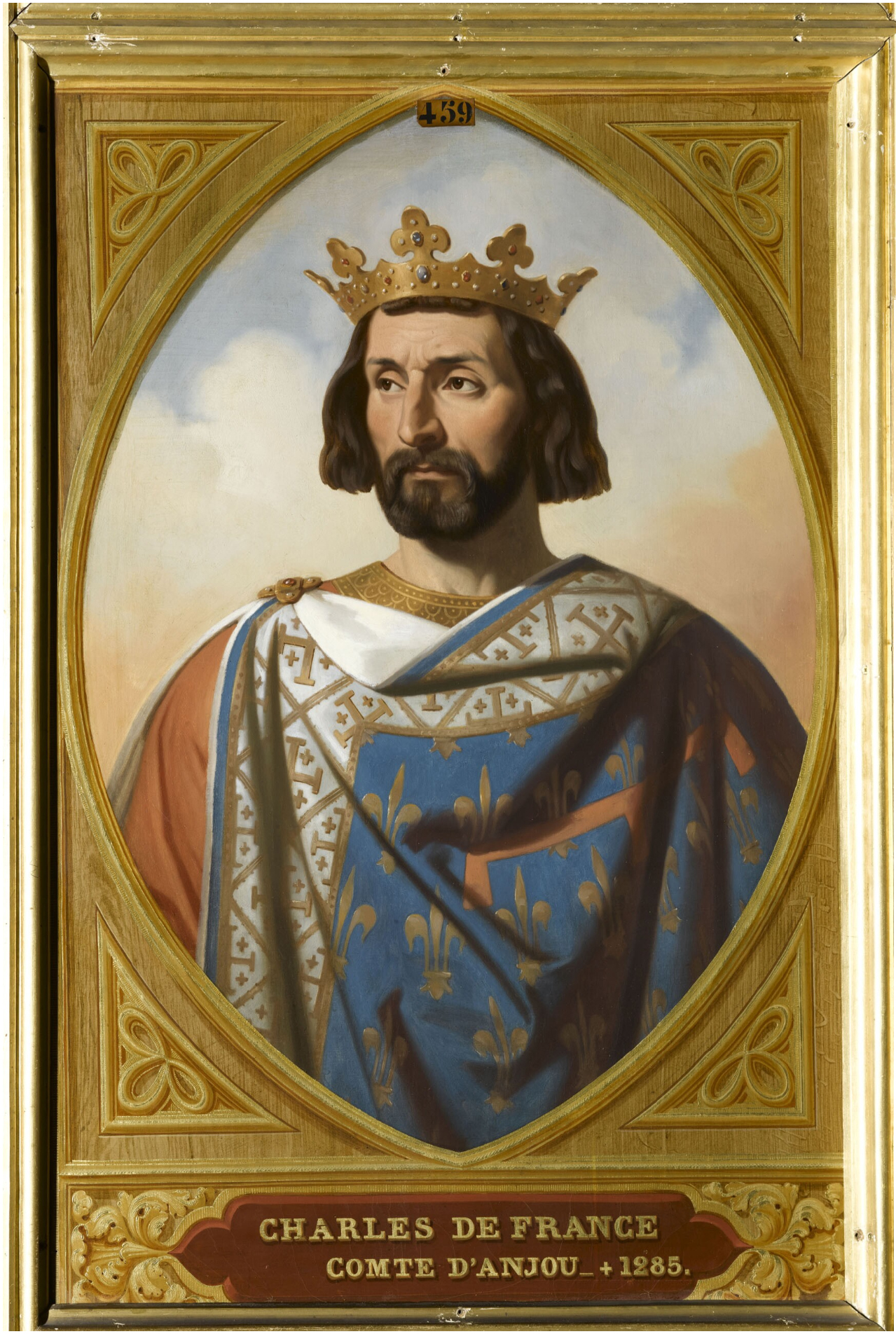
Charles Ier d'Anjou, roi de Sicile contre l'autorité duquel les Siciliens se révoltent.

En Italie, à cette époque, les partisans du pape (guelfes) et ceux de l'empereur (gibelins) s'opposent. La situation sicilienne est complexe depuis la mort en 1250 de l'empereur Frédéric II de Hohenstaufen, roi de Sicile et ennemi déclaré de la papauté. Son fils Conrad IV lui succède mais meurt en 1254. Le pape Innocent IV, suzerain nominal de Sicile, veut profiter de la minorité de son fils Conradin pour évincer les Hohenstaufen d'Italie. Le régent de Conradin, Manfred de Hohenstaufen, fils bâtard de Frédéric II, se proclame roi en 1258 au détriment de son neveu. Il est alors excommunié et privé de son royaume par le pape Alexandre IV, qui cherche un nouveau prétendant à faire valoir pour abattre la « race de vipères » que représente pour le pouvoir pontifical la famille de Hohenstaufen.
En 1266 c'est le comte Charles d'Anjou, frère du roi de France Louis IX, qui est investi par le pape Clément IV du royaume de Sicile. Il envahit le Sud de la péninsule italienne et tue Manfred à la bataille de Bénévent le 26 février 1266. Il doit faire face par la suite aux attaques de Conradin, dorénavant assez âgé pour faire valoir ses droits. Toutefois ce dernier est vaincu et fait prisonnier en 1268 à la suite de la bataille de Tagliacozzo. Le 29 octobre, après un procès pour trahison, il est décapité à Naples.
Charles d'Anjou met ainsi la main sur le royaume de Sicile qui comprend l'île et le sud de la Péninsule italienne, dans lequel il met en place une administration rigoureuse et une fiscalité forte. Dès lors, fort de l'appui du pape Grégoire X et de ses victoires militaires, Charles d'Anjou nourrit des projets plus vastes de croisade : il soumet le sultan de Tunis et les îles du Maghreb central, se proclame roi d'Albanie (1272), achète le titre de roi de Jérusalem (1277), devient prince d'Achaïe (1278), fait occuper Saint-Jean-d'Acre, tête de pont franque en Terre Sainte, et veut contraindre les Byzantins à l'union religieuse. L'élection d'un pape proche des Capétiens en février 1281, ouvre la voie à la campagne contre l'empereur Michel Paléologue par Charles et Venise pour le printemps 1283. Pour cela, Charles d'Anjou masse sa flotte à Messine.
La mort du dernier des Hohenstaufen et les exactions des seigneurs français de la suite de Charles d'Anjou, peu au fait des institutions particulières de la Sicile, ainsi que le déclassement de Palerme de capitale à ville secondaire au profit de Naples et de Messine, entraînent dans l'aristocratie et les classes urbaines siciliennes un rejet des Français. L'un des souverains les plus intéressés par la Sicile est alors le roi Pierre III d'Aragon, maître du comté de Barcelone, des Baléares et de plusieurs places en Afrique du Nord, qui avait épousé en 1262 Constance de Sicile, fille de Manfred. Entouré d'émigrés italiens chassés par les Capétiens, proches du parti gibelin italien, et dotés d'émissaires auprès de quelques barons siciliens, il aurait commencé à imaginer une conquête de la Sicile dans les années 1265-1266 et a pu livrer des armes au camp anti-angevin. S'il n'encourage pas la révolte, il est probable qu'il ne fait rien pour l'empêcher. L'empereur byzantin Michel VIII Paléologue, inquiet des visées sur l'Orient qu'entretient Charles d'Anjou, finance le camp antifrançais en Sicile, un soutien qui lui vaut une nouvelle excommunication papale.
Il est probable que Pierre ait également un projet sicilien, mais redoutant la force militaire des Angevins, préfère temporiser, peut-être en attendant le départ de la flotte croisée pour Constantinople. Début 1282 une flotte de cent quatre-vingts vaisseaux part de Collioure et de Valence. Elle est destinée à soutenir le gouverneur de Constantine contre l'émir de Tunis et attend depuis la côte maghrébine que les Siciliens le sollicitent.

## Déroulement

### Le soulèvement

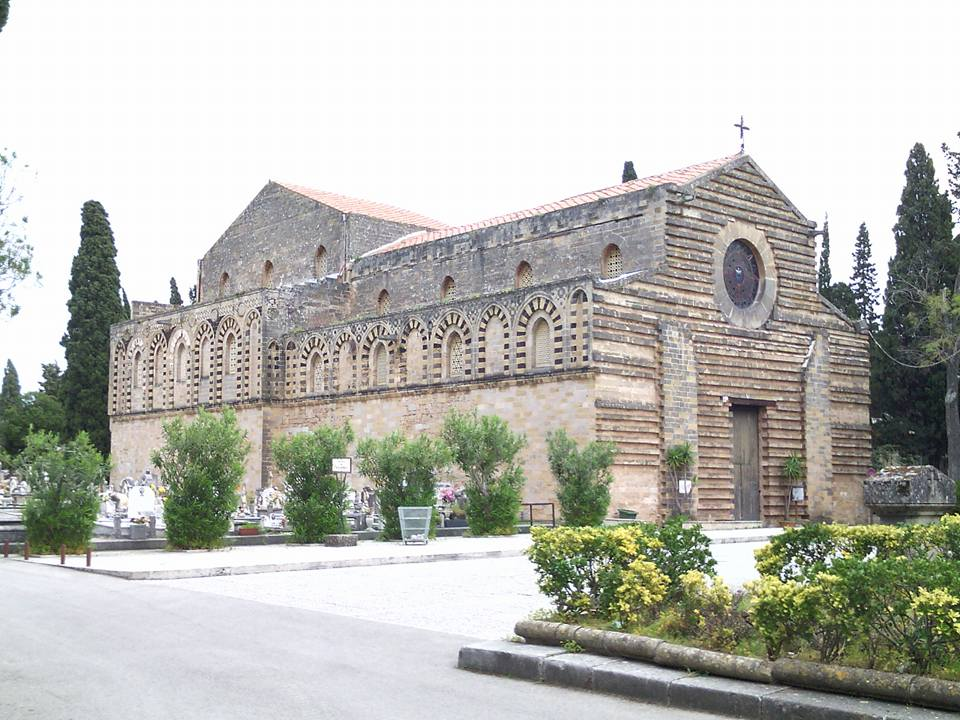
Église du Saint-Esprit à Palerme, aux abords de laquelle le soulèvement a débuté.

Le soulèvement des « Vêpres siciliennes » débute le 30 ou 31 mars 1282 à Palerme avant de s'étendre progressivement à toute la Sicile, jusqu'au soulèvement de Messine le 28 avril.
En fait, aucun témoignage d'époque ne permet de confirmer la date exacte ou l'heure du soulèvement de Palerme. Les sources, contemporaines et postérieures, ont arrangé le récit de l'événement selon leur visée idéologique. Aucun document des XIIIe et XIVe siècles n'indique les vêpres comme heure de déclenchement du massacre même si le récit de Bartolomeo di Neocastro dans son Historia Sicula, semble confirmer un soulèvement en fin de journée.
D’après ce récit écrit dix ans après les faits par un protagoniste messinois de la révolte, le soulèvement aurait été généré par une provocation. Lors d'un habituel pèlerinage des familles palermitaines de la porte Sainte-Agathe à l'église du Saint-Esprit (Santo Spirito) hors les murs, un soldat français nommé Drohet aurait touché la poitrine d'une femme noble au prétexte de vérifier l'absence d'armes dans son corsage, les Angevins ayant interdit le port d'armes de peur d'un mouvement populaire.
D'autres chroniques évoquent une pierre lancée par des enfants insultés par les Français[réf. nécessaire]. Dans tous les cas l'étincelle est une atteinte à l'honneur par un étranger.

En réponse à cette provocation, un jeune homme, resté anonyme, tue le soldat, meurtre qui libère la colère sicilienne au cri de « Mort aux Français ». La foule s'enflamme et grossit, et guidée par le noble Ruggiero Mastrangelo, traque dans la ville et massacre les Français ainsi que le personnel administratif amalfitain, y compris les femmes et les enfants. 2 000 Français et Provençaux auraient été tués en une nuit. Selon Bartolomeo di Nicastro, Jean de Saint-Rémy, représentant angevin à Palerme, s'enfuit nuitamment jusqu'au château de Vicari où il n'échappe pas à la fureur populaire, son corps étant dépecé et jeté aux animaux.

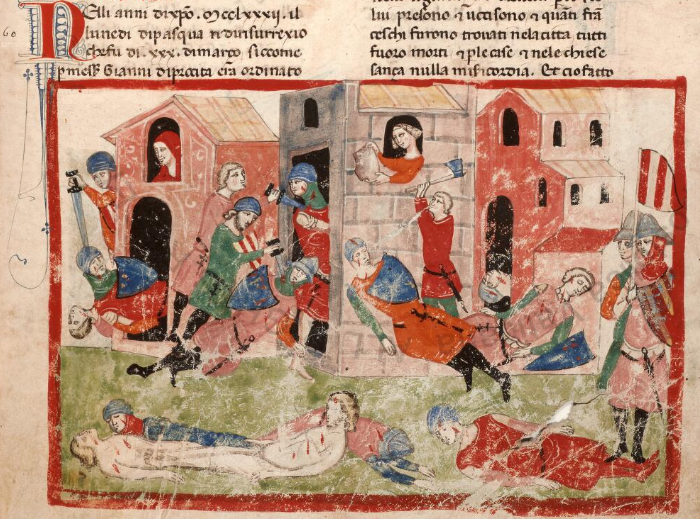
Représentation des Vêpres siciliennes du XIVe siècle (Nova Cronica, Giovanni Villani).

L'expression « Vêpres siciliennes » n'apparaît qu'au début du XVIe siècle quand un autre Charles, Charles VIII (roi de France), tente à son tour de conquérir l'Italie à partir de 1494 : Pandolfo Collenuccio, de Pesaro, évoque le massacre de 1282 au son des cloches « d’où est née l’expression “vêpres siciliennes”, que l’on utilise encore ». Dès lors, la tradition retient que le lundi (30 mars) ou le mardi (31) de Pâques à l’heure des vêpres, au son des cloches, se déclenche un massacre des troupes de Charles d’Anjou à Palerme et de la plupart des Français.

### LaCommunitas Siciliaeet l'embrasement de l'île
En parallèle, les artisans palermitains mettent en place un Parlement qui rejette la souveraineté de Charles d'Anjou et crée une éphémère commune dirigée collégialement par  quatre « capitaines du peuple » et cinq « conseillers ».

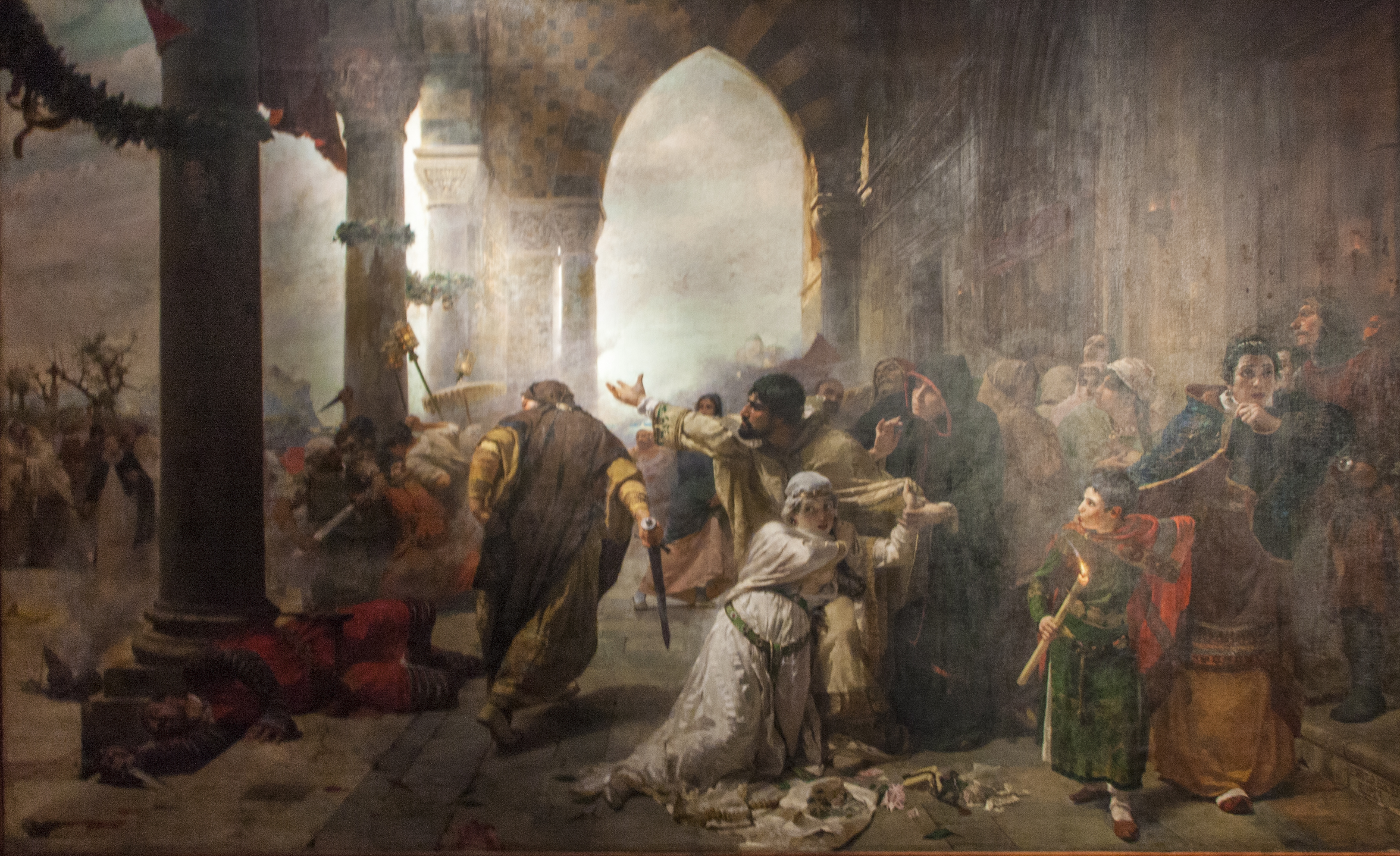
I vespri siciliani par en 1890-1891. Il représente la femme violentée dans une robe blanche virginale et le Français mort, arme à la main dans un habit rouge sang.

Les jours qui suivent, l'exemple palermitain est imité par les habitants de Corleone qui, après s'être débarrassés de l'emprise angevine, se constituent en commune libre. Ils proposent à Palerme de créer une Communitas Siciliae, alliance des communes siciliennes sur le modèle de la Ligue lombarde qui fédère plusieurs cités du Nord de l'Italie.
Puis, l'ensemble de la Sicile, jusqu’au Val di Noto et au Val Demone, se soulève. Les 42 châteaux qui défendent l'île tombent les uns après les autres jusqu'à Messine, principal lieu de pouvoir royal. Là, les aristocrates décident de soutenir le soulèvement alors que les bourgeois, qui commercent avec la Calabre, sont réticents. Le 28 avril, ils détruisent dans le port la flotte que Charles d'Anjou destine à la conquête de Constantinople, poussant le vicaire général du roi en Sicile, Erbert d’Orléans, à fuir en Calabre.
Peu de Français échappent au massacre. Une exception est à signaler : Guillaume III des Porcellets, chambellan de Charles d'Anjou et membre de l'illustre maison de Provence des Porcellets, en considération de sa droiture et de sa vertu.
Seul le château de Sperlinga n’a pas participé à la rébellion de 1282 contre les soldats de Charles d’Anjou. Les documents historiques témoignent de la présence de soldats « angevins » dans le château auxquels les habitants fournissaient de la nourriture pendant le long siège de près de 13 mois. Finalement ces soldats, guidés par Petro de Lemannon, eurent la vie sauve et arrivèrent en Calabre où Charles d'Anjou les attendait, leur donnant des fiefs. En 1622, Giovanni Natoli, acquéreur du château, fait graver sur deux pierres de l’arc en ogive de la première chambre du château, à titre posthume, la devise qui résume les faits de l’aide du village aux Angevins : Quod Siculis Placuit Sola Sperlinga Negavit (en français : « Ce que les Siciliens ont décidé, seul Sperlinga l’a refusé »).
D'autres villes se proclament en communes, en souhaitant la restauration des libertés de l'époque du roi normand Guillaume II (1166-1189), et forment une ligue des villes de Sicile sur le modèle de la Ligue lombarde, pour mieux résister à la controffensive attendue des Angevins. La Sicile est en effet plus urbanisée que le reste du royaume, et l'élite citadine insulaire aspirent à copier le modèle des cités-États, du nord de l'Italie, autonomes de l'empereur germanique. Mais leur demande de se mettre sous protection papale est refusée par le souverain pontife.
En mai, attisés par les nouvelles de la révolte sicilienne, les gibelins prennent le contrôle d'une grande partie de l’Ombrie, brûlent l’effigie du pape à Pérouse, massacrent des Français à Orvieto, écrasent l'armée pontificale de Romagne et menacent Tivoli.

### L'intervention aragonaise

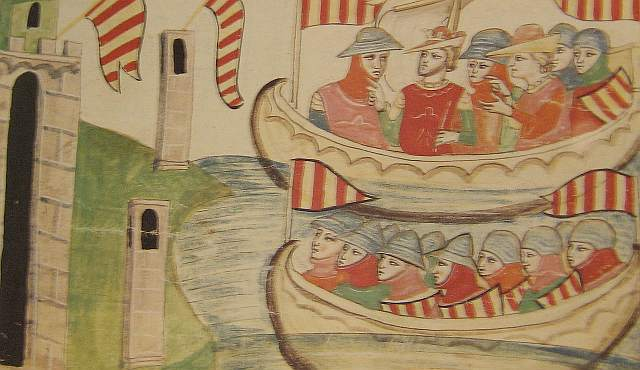
Pierre III d'Aragon débarque à Trapani, ms, Biblioteca Vaticana.

Pierre III d'Aragon attend à Tunis que les Siciliens l'appellent à leur secours. La flotte aragono-catalane débarque à Trapani le 30 août 1282. À Palerme, la mort de l'archevêque de Palerme et la disparition de celui de Monreale l'empêchent d'être couronné. Il est néanmoins proclamé roi le 4 septembre.
Il se dirige vers Messine où les Français résistent mais dont les aristocrates choisissent de soutenir les insurgés. Charles d'Anjou y reçoit les envoyés du roi d'Aragon le 17 septembre et ses troupes doivent se replier précipitamment sur Reggio de Calabre.
Malgré plusieurs victoires navales, l'armée de Pierre III n'arrive pas à mettre le pied dans la partie continentale du royaume de Sicile ; c'est le début de la division entre les royaumes de Naples et de Sicile, dont les rois prétendent tous deux au même titre de « roi de Sicile ». Le pape Martin IV, ancien chancelier de Louis IX, furieux de voir un héritier des Hohenstaufen remettre le pied en Italie, excommunie le roi Pierre et donne son royaume d'Aragon, dont il est également le suzerain, à Charles de Valois, fils de Philippe le Hardi, roi de France, et d'Isabelle d'Aragon, ce qui donne lieu à la croisade d'Aragon, alors que les troupes fidèles à Charles d'Anjou se sont retirées en Calabre.
Pierre met fin à la république fédérale qui avait connu une liberté aussi extraordinaire que sanglante, au profit d'une féodalité.

### Conséquences
Les Vêpres mettent fin aux ambitions de Charles d'Anjou qui ne contrôle plus que la partie continentale du royaume de Sicile, qui devient royaume de Naples. Elles affaiblissent le pape et les guelfes, dont les Capétiens sont les principaux soutiens. En réaction, Martin IV confie la croisade contre l'Aragon au roi Philippe III de France qui meurt lors de la campagne infructueuse.
C'est la dynastie catalano-aragonaise, maître des Baléares, de la Sicile, puis de Malte, de la Corse et la Sardaigne, lié au roi de Chypre par le mariage de sa sœur, Marie de Lusignan, avec Jacques II, et disposant d'une base sur la côte tunisienne, qui maitrise désormais la Méditerranée occidentale, d'autant que la Compagnie catalane, formée de mercenaires aragonais, prend possession du duché d’Athènes et de la Morée. Les marchands catalans obtiennent des privilèges pour l'exportation des blés de Sicile et finissent par s'arroger l'ensemble de l’activité maritime sicilienne à la fin du XIIIe siècle.
Les trois principaux protagonistes du conflit, Charles d'Anjou, Pierre III d'Aragon et le pape Martin IV, meurent tous trois en 1285. De 1282 à 1372, puis jusqu'en 1422, la Sicile connaît toutefois un cycle de conflits qui épuisa la monarchie et renforça l'influence des familles gibelines. La guerre entre la maison de Barcelone et la maison capétienne dure vingt ans, jusqu'à la paix de Caltabellotta (1302) où le roi de Sicile Frédéric III reconnaît les possessions angevines en Italie du Sud. Mais la paix ne fut guère solide qu'en 1373 (traité d'Aversa) : les Angevins reconnaissent la possession des Aragons sur la Sicile.

## Construction d'un mythe

### Soulèvement populaire ou conspiration nobiliaire?
Autre incertitude, celle du caractère spontané ou programmé du massacre. Les sources présentent les Vêpres tantôt comme un complot — ainsi l'Anonyme de Messine, La conspiration de Jean Prochyta et ses références au soutien occulte de Pierre III d’Aragon et de Giovanni da Procida, médecin en exil depuis 1275 et conseiller auprès du roi d'Aragon – tantôt comme un mouvement populaire (Crònica de Ramon Muntaner). Pétrarque et Boccace chargent Jean de Procida de voyages à travers l'Europe pour créer un front anti-angevin ce que son âge et les preuves de sa présence à Barcelone à l'époque de ses prétendues ambassades, rend improbable, sans pour autant pouvoir exclure des actions similaires par d'autres émissaires aragonais. Car, il paraît certain que des contacts diplomatiques ont été noués par la couronne d'Aragon avec les gibelins de Sicile et d'Italie, l'empereur d'Allemagne, celui de Constantinople et que Procida y a eu un rôle. Selon le médiéviste franciscain Antonino Franchi, un plan pour chasser Charles d'Anjou de Sicile est préparé sous le pontificat de Nicolas III, avec le soutien des barons siciliens, du roi d'Aragon et de l'empereur de Constantinople, mais il devient caduc avec l'élection du pape français, Martin IV. Le soulèvement a probablement précédé l'action des monarques, Pierre III d'Aragon récupérant le mouvement avec l'assentiment des Siciliens.
La thèse de la conjuration baronniale est majoritaire jusqu'à la publication par Michele Amari de son ouvrage. L'historien forge pour les décennies suivantes l'idée d'un soulèvement populaire spontané, non prémédité en minimisant la prise de pouvoir par Pierre d'Aragon qui en découle.
Pour Édouard Jordan en 1911, ce n'est pas tant les actes d'oppression des Angevins qui entraînent les Vêpres, mais la féodalité initiée par les Normands, consolidée par Frédéric et que Charles d'Anjou a exploité plus que renforcé. Antonio Gramsci pense quant à lui que le mouvement spontané du peuple sicilien contre les Provençaux, faisant croire à une action concertée par la rapidité de sa diffusion coexiste avec la conjuration préparée par l'aristocratie ou sa récupération opportune. Il s'agit probablement d'une révolte de la petite aristocratie, plus que de la bourgeoisie et du peuple, ni des barons, quasiment tous remplacés par des Français et de Provençaux depuis la prise de pouvoir de Charles d'Anjou en 1266.

### À l'origine de la mafia
Afin d'apparaître comme des protecteurs du peuple contre les autorités, Cosa nostra utilise les Vêpres comme mythe fondateur à l'origine du mot mafia, soit comme contraction du cri de la mère de la noble outragée (« Ma fia ! » signifiant ma fille), soit comme l'acronyme du slogan de la révolte palermitaine (« Morte Alla Francia ! Italia Anela » en français : « Mort aux Français ! L'Italie frémit » ou « Morte Alla Francia ! Italia Aviva ! », en français : « À mort la France ! Vive l'Italie ! »).
Si les liens historiques sont réels, ces cris ayant pour acronymes « mafia » ne seraient même pas une étymologie populaire, mais bien un mythe fantaisiste qui ne résiste cependant guère à l'analyse. En effet, le concept d'Italie en tant que nation soumise, qui se serait, dès le Moyen Âge, soulevée contre la France en tant que nation occupante est tout à fait anachronique au XIIIe siècle, aussi bien d'ailleurs pour l'Italie que pour la France. Il s'agirait plutôt d'une explication controuvée, remontant sans doute au XIXe siècle, et pouvant satisfaire à la fois les partisans de l'unité italienne à l'époque du Risorgimento que la mafia elle-même qui se donnait à bon compte une image de défenseur du peuple contre l'occupant étranger.

### Ciciru
La légende populaire raconte que les Siciliens révoltés obligeaient les étrangers à prononcer le mot « ciciru » (signifiant « pois chiche » et se prononçant « tchitchirou ») pour découvrir s’il s’agissait d’un Français. Cette tactique verbale qui ne semble pas évoquée par les sources médiévales, sans être impossible, inscrit le sicilien comme un marqueur identitaire et les révoltés dans une ressemblance aux Hébreux de Galaad usant du schibboleth contre la tribu d’Ephraïm, en faisant des Siciliens un nouveau peuple élu, comme dans d'autres événements historiques mythifiés (massacre de la Saint-Brice, matines de Bruges, etc.). Une chronique évoque seulement que les émeutiers tuèrent dans les couvents les religieux parlant français.

## Portée historique

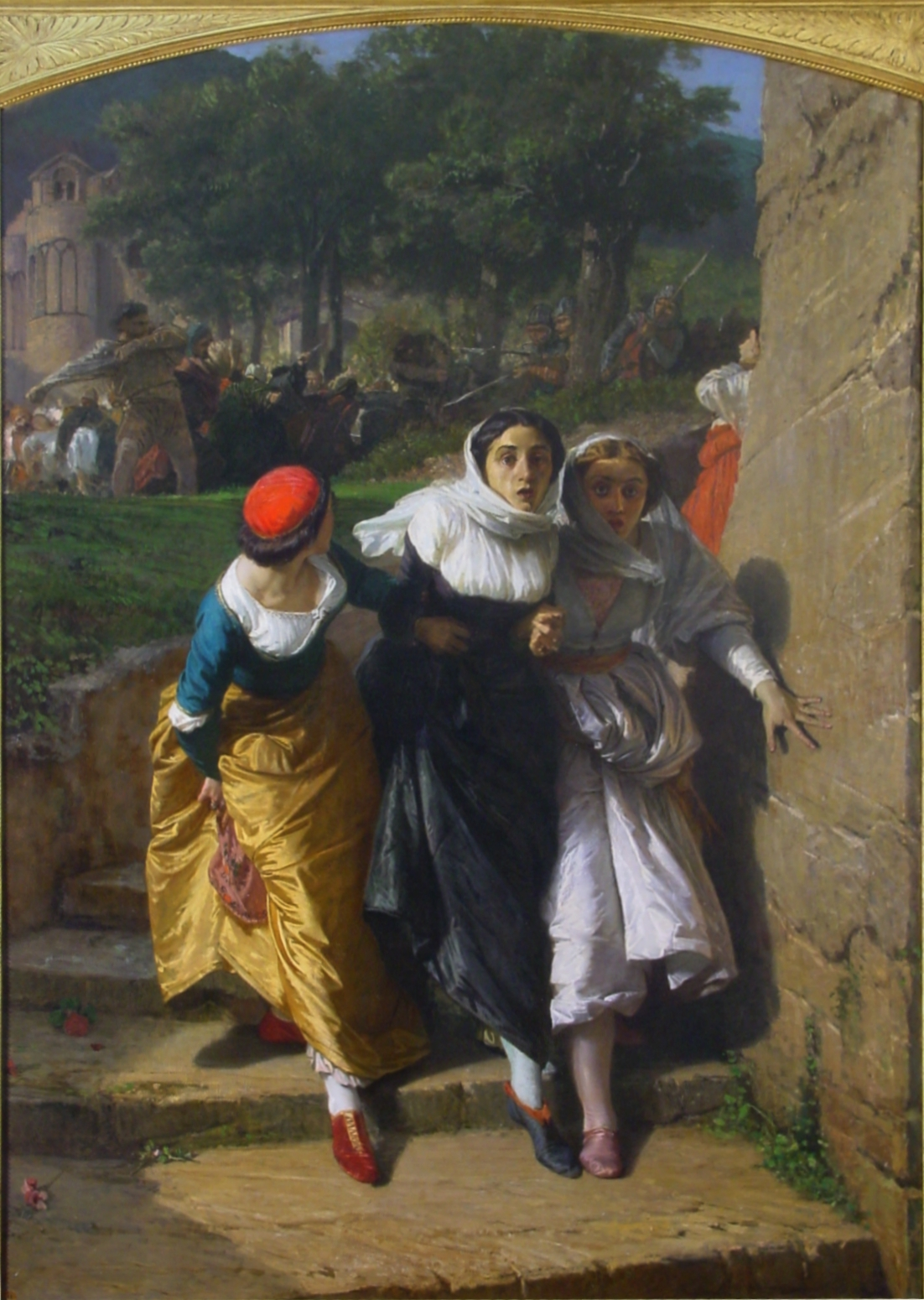
Un episodio dei Vesprisiciliani (collection privée) initialement intitulé I Vespri Siciliani, par Domenico Morelli en 1859-1860.
Par l'évocation de cette révolte populaire, le peintre nourrit l'idéal du Risorgimento en cours d'éclosion. Pour autant, représente pas directement la réaction populaire sanglante mais la peur provoquée par l'outrage subi.

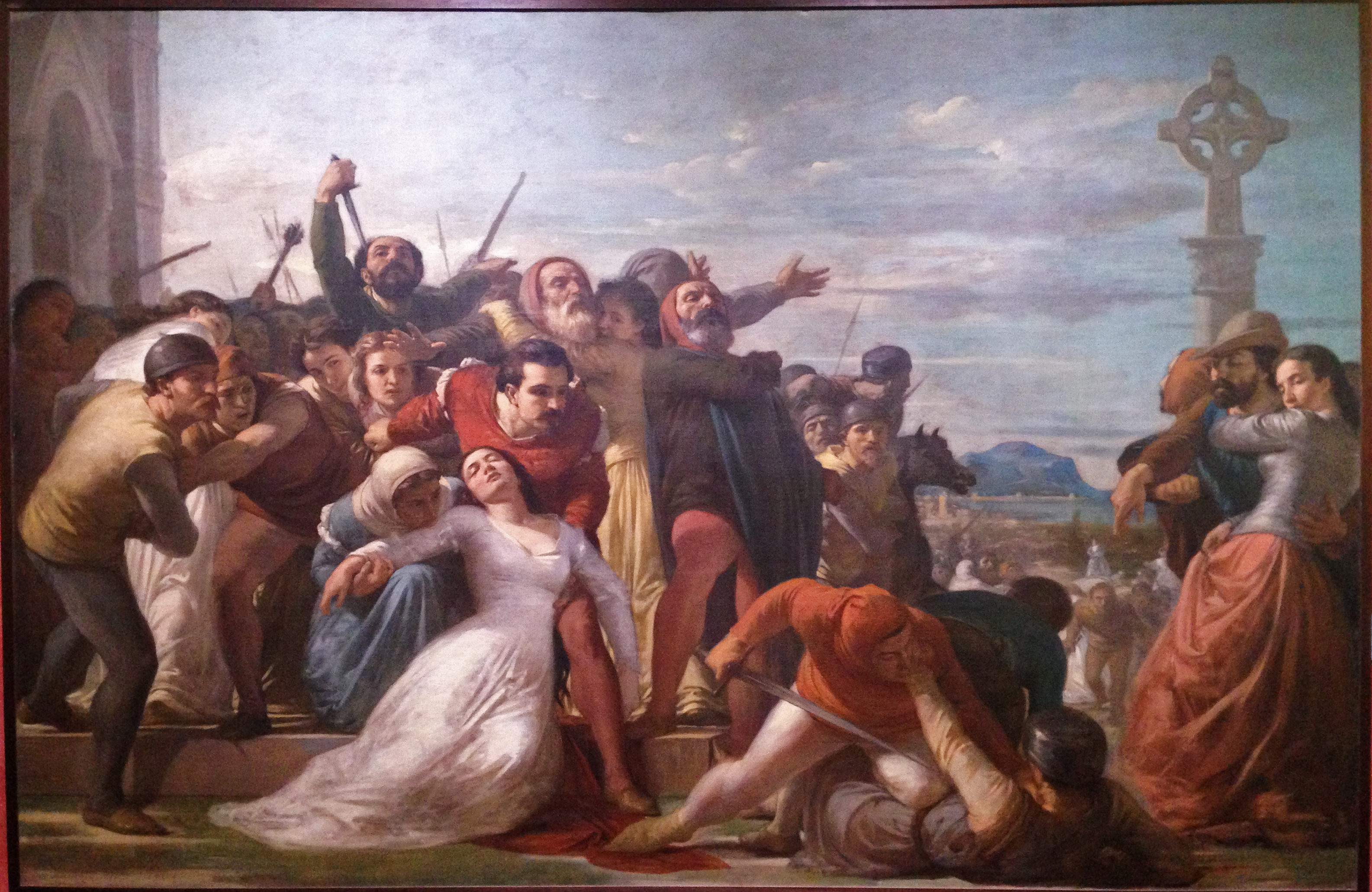
I vespri siciliani par Michele Rapisardi (1864-1865), exposé au musée municipal de Catane.
Au premier plan, la jeune femme outragée près de laquelle son frère tue le capitaine français et derrière lesquels la foule commence à se soulever.

En Italie, l’expression désigne, dès le début du XVIIe siècle dans les dictionnaires de l’Accademia della Crusca un grand massacre. Selon Giuseppe Pitré, « fare il vespro siciliano » signifie en Sicile faire la révolution.
L'épisode est aussi vu comme une réponse à l’arrogance française. Ainsi, à Henri IV menaçant les possessions espagnoles d'Italie (« Je déjeunerai à Milan, et je souperai à Rome »), l'ambassadeur d'Espagne aurait répondu « Votre Majesté arrivera sans doute en Sicile à temps pour les vêpres ».
L'indépendantiste Michele Amari impose pour plus d'un siècle dans La Guerra de Vespro siciliano en 1842 une lecture nationaliste et révolutionnaire de l’événement, première expression de l'identité sicilienne, malgré une contre-analyse qui apparait dans les années 1880, voyant dans les Vêpres siciliennes un soulèvement qui a libéré la Sicile d'un monarque autoritaire pour la livrer à une couronne espagnole plus oppressante encore.
Au XXe siècle, le Napolitain Benedetto Croce et le Sicilien Giovanni Gentile rompent avec la vision positive d'Amari en analysant le soulèvement comme marquant durablement l'isolement de la Sicile vis-à-vis du reste de l'Italie et de l'Europe par l'instauration d'une nouvelle féodalisation étrangère de l'île qui reste incapable de produire en son sein un pouvoir durable.
Mais, comme a pu le souligner Henri Bresc, les Vêpres peuvent être lues comme l'« affirmation tumultueuse de la sicilianité », la « première expression unitaire d'une population unie politiquement et bientôt culturellement ». C'est un événement « catalyseur » de l’identité de l'île, jusqu'alors dominée par des puissances étrangères et incluse dans des royaumes plus vastes, qui prend conscience à ce moment, par le renversement de l'autorité extérieure, et la constitution de communes libres fédérées, d'une possible autonomie politique.
En juillet 1992, après les assassinats des juges Falcone et Borsellino, le gouvernement de Giuliano Amato lance l'« opération Vêpres siciliennes » en envoyant plusieurs milliers de militaires sur l'île afin de restaurer le contrôle public du territoire contre Cosa nostra.

## Postérité artistique
Évoquées par Dante, Boccace et Pétrarque sans les nommer ainsi, les Vêpres siciliennes deviennent à l'époque du Risorgimento, une métaphore de la nécessaire révolte des Italiens contre les opposants à l'indépendance et à l’unification nationale, à travers des œuvres artistiques (littéraires, musicales, picturales...) pour contourner la censure.
Après la lecture de la tragédie de Niccolini, Michele Amari se lance dans l'étude historique de l'événement dans un but patriotique assumé. Il est touché par la censure mais rencontre un large succès en Italie et en Europe à partir de 1842.
En 1882, à l'occasion du sixième centenaire de l’insurrection, les Vêpres retrouvent une popularité dans un contexte de ressentiment contre la France qui, l'année précédente, a obtenu le protectorat sur la Tunisie au détriment de l’Italie. Michele Amari publie un ouvrage de vulgarisation de ses recherches, Racconto popolare del Vespro siciliano, et Giuseppe Pitré recense les récits et des chansons populaires siciliens sur le sujet dans Il Vespro Siciliano nelle tradizioni popolari della Sicilia.

### Littérature
Frappant les imaginations, l'événement fut utilisé par Dante (Divine Comédie, Paradis, VIII, 75), inspira à Casimir Delavigne une tragédie en cinq actes en 1819, qu'il présente au Théâtre-Français, et fut la source d'un roman historique d'Étienne de Lamothe-Langon : Jean de Procida ou les vêpres siciliennes (1821).
Jean-Baptiste Niccolini écrit la tragédie Giovanni da Procida en 1817, laquelle est suivi par les œuvres du même titre des patriotes siciliens Antonio Galatti et de Vincenzo Novarro, toutes centrées sur le personnage de Jean de Procida. présenté comme violemment anti-français par esprit de vengeance et organisateur du massacre.

### Musique
En 1838, Joseph Poniatowski adapte la tragédie de Niccolini dans un opéra qu'il interprète. L'épisode est évoqué dans l'hymne national italien, écrit par Goffredo Mameli en 1847, Fratelli d'Italia.
En 1855, Verdi leur consacra un opéra intitulé Les Vêpres siciliennes, qui avait une forte charge politique et patriotique dans le contexte d'agitation politique qui préluda au Risorgimento. La première représentation a lieu à l'Opéra de Paris, avec un livret écrit par Scribe qui atténue la portée nationaliste italienne. La censure contraignit à transposer la version en italien au Portugal pour la première représentation, qui eut lieu à Parme.

### Peinture

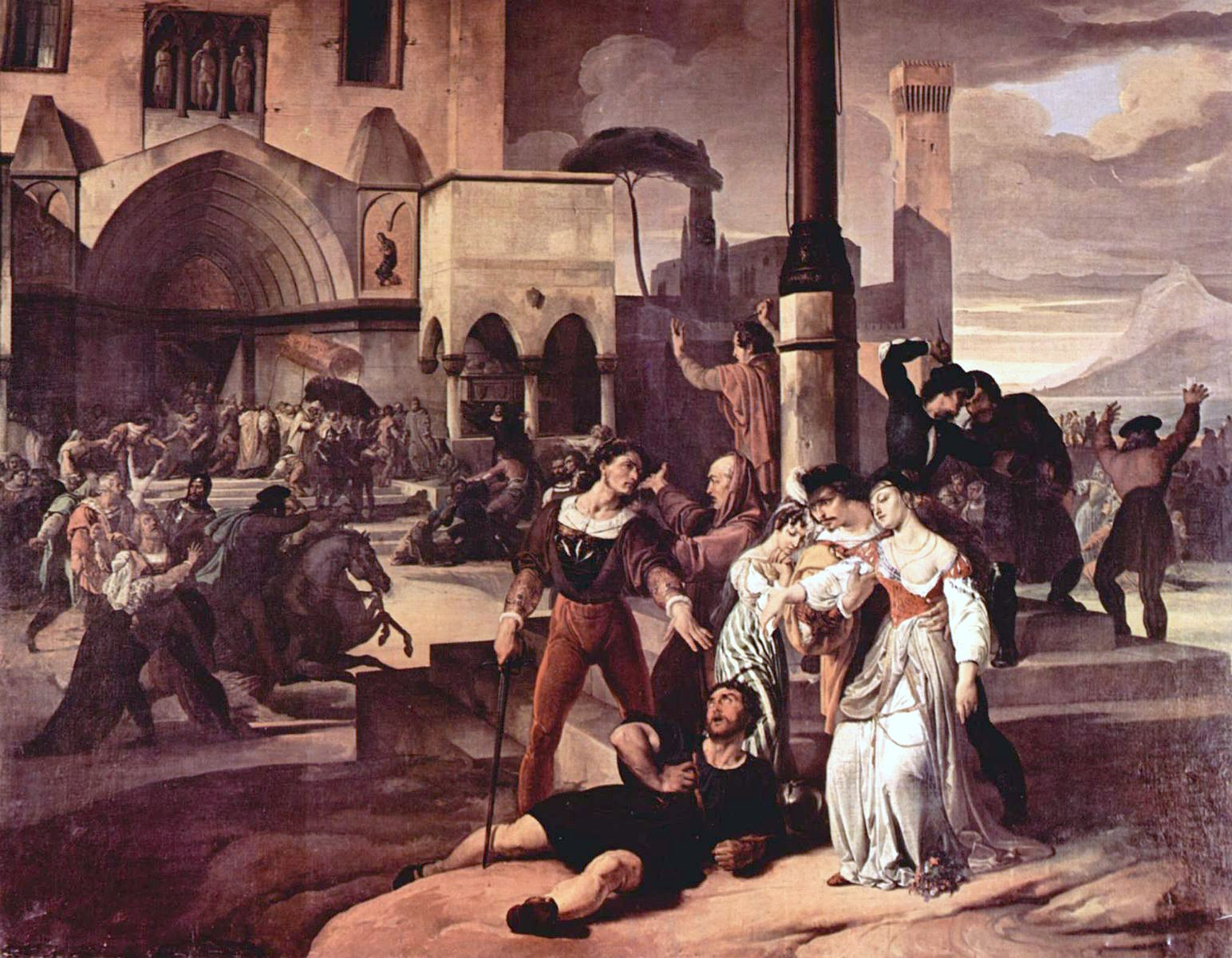
Un nobile palermitano vendica nella persona di un soldato angioino per nome Drouet l’oltraggio fatto al decoro della propria sorella promessa sposa, dal qual fatto accaduto in Monreale l’anno 1282 ebbe principio la strage de’ Francesi in tutta l’isola (coll. privée, Turin) : première version des Vêpres siciliennes de Francesco Hayez en 1822.

En peinture, le sujet historique est régulièrement traité au XIXe siècle, bien au-delà des frontières de la Sicile mais dans le cadre de commandes privées. On connait les œuvres de Vincenzo Abbati (La sepoltura di Giovanni da Procida, 1847), Giacomo Conti (Il Vespro Siciliano, disparu lors du tremblement de terre de Messine) , Andrea D’Antoni (I Vespri siciliani), Nicola Parisi (d) (Giovanni da Procida), Eleuterio Pagliaro ou encore Giovanni Battista Ferrari, sans qu'un recensement exhaustif puisse être fait.
Le Milanais  Francesco Hayez (1791-1882) pourrait être celui qui a lancé ce thème pictural. Il la représente à quatre reprises : la première fois en 1822, dans une toile de grandes dimensions destinée à la marquise Vittoria Visconti d’Aragona, épouse d’un carbonaro, intitulée Un nobile palermitano vendica nella persona di un soldato angioino per nome Drouet l’oltraggio fatto al decoro della propria sorella promessa sposa, dal qual fatto accaduto in Monreale l’anno 1282 ebbe principio la strage de’ Francesi in tutta l’isola et sur laquelle les personnages ont les traits de plusieurs autres membres de l’aristocratie libérale locale. Une lithographie en est faite par son élève Roberto Focosi, ce qui diffuse l'œuvre et son thème. Une autre version, plus petite, est peinte par Hayez pour le comte Francesco Teodoro Arese à sa sortie de détention consécutive aux événements de 1821. La dernière version, La sposa di Ruggieri Mastrangelo da Palermo insultata dal francese Droetto e vendicata con la morte di questo, date de 1844-1846 et cherche à mieux respecter les vérités historiques (scène, style architectural du lieu...). De grandes dimensions (2,25 m x 3 m) elle est peinte pour la ville de Naples et désormais exposée à la Galerie nationale d'Art moderne et contemporain, et également rendue populaire par la diffusion d'une gravure du Milanais Achille Calzi.
En 1852, Andrea Gastaldi s'inspire d'Hayez pour peindre sa première œuvre historique patriotique, toile de grandes dimensions (2 m x 2,36 m), intitulée Il primo moto del Vespro Siciliano, conservé également à la Galerie nationale. En 1864, le Sicilien Michele Rapisardi, signe sa dernière œuvre historique avec ce sujet.
Avec la deuxième guerre d’indépendance, le sujet reste populaire mais la scène du premier meurtre après l'outrage est progressivement délaissé au profit des suites de l'événement : le napolitain Domenico Morelli représente en 1859 trois jeunes femmes effrayés qui fuient la scène du crime puis, l'année suivante, des Français apeurés acculés contre les portes closes de l’église alors qu'arrive une foule armée. Nicolò Barabino représente en 1872-1874, sur une fresque du grand salon du Palazzina Celesia de Gênes la foule sortant de l’église qui assiste aux combats entre Siciliens et Français. Erulo Eroli en 1892, peint à son tour le soulèvement devant l'église.

### Arts traditionnels
Les charrettes siciliennes (en), traditionnellement ornées de scènes médiévales, historiques ou mythologiques, font peu de cas des Vêpres, laissant à penser que cet événement constitutif de l'identité sicilienne n'est pas vu comme mémorable dans la culture populaire palermitaine. Cependant, Pitré décrit une charrette, conservée au musée ethnographique de Palerme, avec quatre épisodes des Vêpres, et une autre sur laquelle une scène du soulèvement est incluse parmi un récit de l'histoire de la Sicile avec l'époque romaine, la conquête normande, et les guerres de Charles Quint.

### Cinéma
Ce soulèvement populaire inspira le cinéaste italien Giorgio Pàstina qui réalisa en 1949 le film Vespro siciliano.

### Horlogerie
Un épisode des Vêpres siciliennes, la défense de Messine par Dina et Clarenza le 8 août 1282, est représenté sur l'horloge astronomique de la cathédrale de cette ville.